# Šarlota Pruská (1831–1855)
Šarlota Pruská (celým jménem Bedřiška Luisa Vilemína Marianna Šarlota Pruská, 21. června 1831, Zámek Schönhausen, Berlín – 30. března 1855, Meiningen) byla, díky sňatku s Jiřím II., dědičná princezna sasko-meiningenského vévodství. Zemřela několik měsíců před svými čtyřiadvacátými narozeninami na komplikace při porodu – nepřežila ani ona, ani syn.

## Život

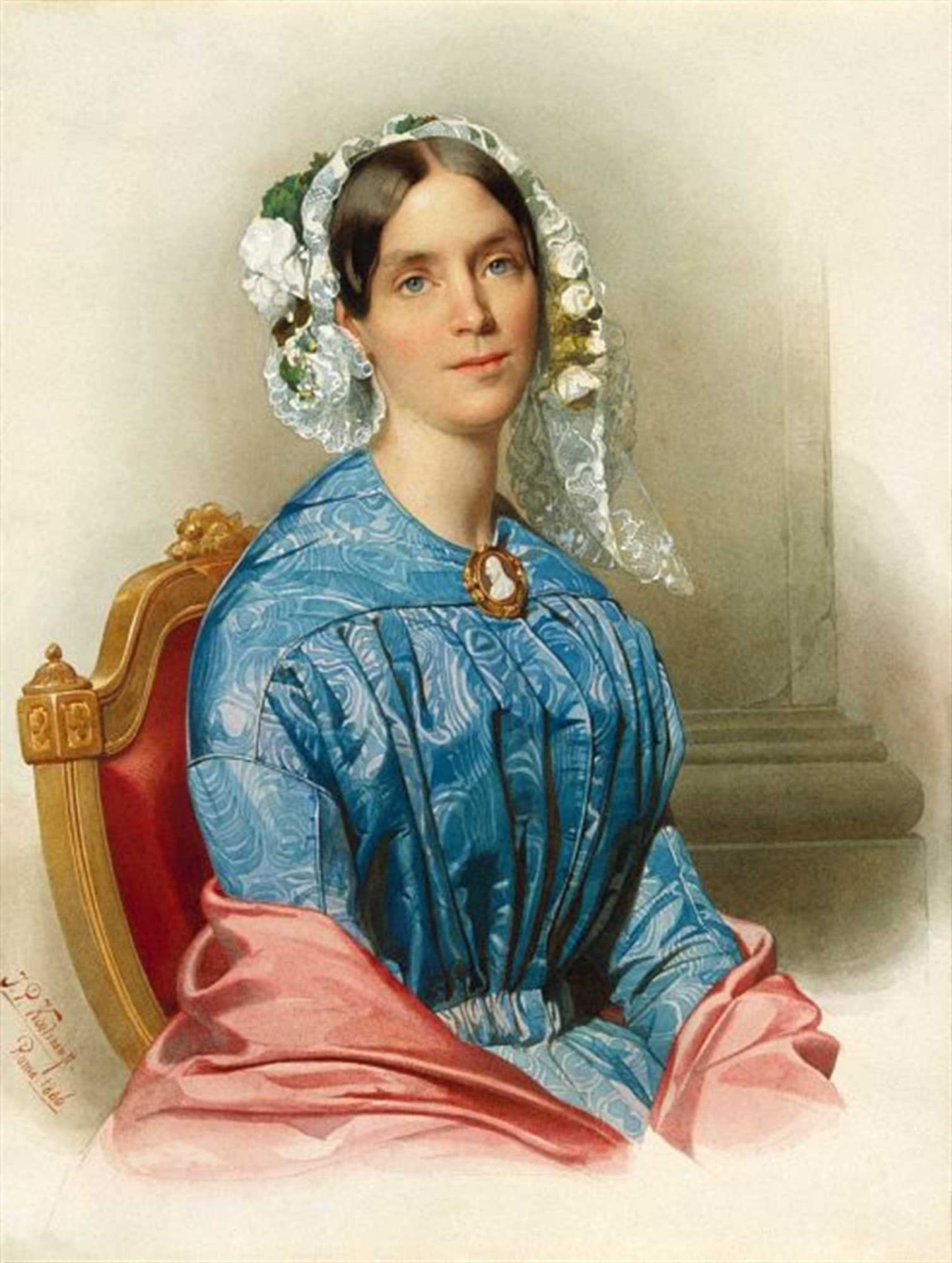
Šarlotina matka Marianna

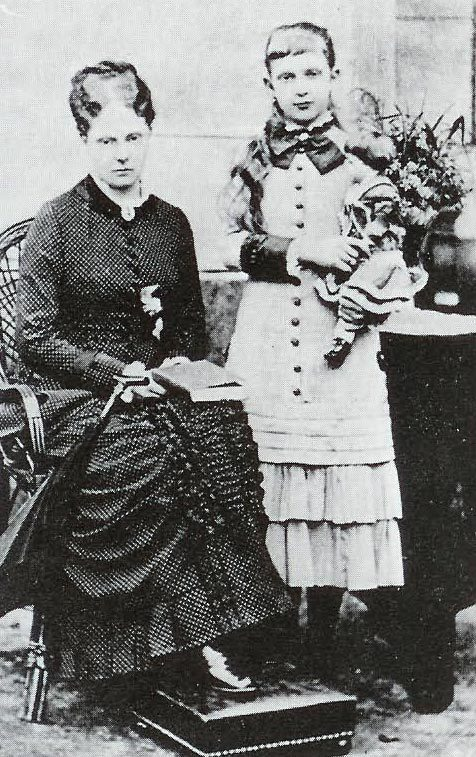
Šarlota (vlevo) se svojí mladší sestrou Alexandrinou

Šarlotin otec Albrecht (též Albert) byl mladším synem Fridricha Viléma III. a Luisy Meklenbursko-Střelické. V roce 1830 si vzal svoji sestřenici Mariannu Oranžskou, dceru Viléma I. O rok později se páru narodil první potomek; dcera Šarlota. Stalo se tak 21. června 1831 na zámku Schönhausen v Berlíně. O rok později se narodil mrtvý syn, roku 1837 pak syn Albrecht. Jejich poslední dvě děti byly dcery Alžběta, která zemřela v dětství, a Alexandrina. Roku 1848, šest let po narození nejmladší Alexandriny, se pár nechal rozvést a Šarlota byla i se svými sourozenci svěřena do otcovy péče. Ve skutečnosti se ale o děti starala jejich bezdětná teta Alžběta Ludovika Bavorská.
Šarlotě bylo v době rozvodu rodičů již sedmnáct let a prožila poměrně šťastné dětství. Již v raném věku měla také nadání pro hudbu a učila se u hudebníků, jako byli Julius Stern, Theodor Kullak nebo Wilhelm Taubert. Napsala řadu písní a klavírních skladeb. Její dcera Marie Alžběta později tento Šarlotin dar také zdědila.
Jako mladá žena měla Šarlota díky svému původu dobré postavení – vždyť pocházela z nizozemské i pruské královské rodiny. Dne 18. května 1850 si devatenáctiletá Šarlota v Charlottenburgu vzala o pět let staršího Jiřího, dědice Sasko-meiningenského vévodství. Jiří jako jediný syn Bernarda II. a Marie Bedřišky měl zdědit velké bohatství a navíc byl i dobrý vojevůdce; v roce 1849 vedl meiningenský pluk v Prusko-dánské válce. Během jeho vojenské kariéry mu vlivnou dceru z dobré rodiny doporučili příbuzní, ale po první schůzce se do sebe pár zamiloval.
Svatba byla honosná a svatebním darem byla i luxusní vila u jezera Como, kterou páru darovala Šarlotina matka Marianna. Ta byla přejmenována na počest nevěsty Villa Carlotta. Dalšími svatebními dary byly například sbírky obrazů nebo soch. Novomanželé ve velkém utráceli peníze a střídavě žili v Berlíně a Postupimi, kvůli narození dětí se ale vraceli do Meiningenu. Šarlota a Jiří měli čtyři děti, přičemž pouze dvě se dožili dospělosti.
27. ledna 1855 zemřel ve věku 3 tří let Šarlotin druhorozený syn Jiří Albrecht. O tři měsíce později, 30. března 1855, umírá na porodní komplikace i jeho matka Šarlota. Zemřela při náročném porodu syna, který ale také nepřežil a zemřel den po porodu. Jiří pro svoji první manželku velmi truchlil, nakonec se ale znovu oženil, tentokrát s Feodorou z Hohenlohe-Langenburgu, která se mu zdála jako vhodná macecha pro syna a dceru, které se Šarlotou měl. S Feodorou Jiří zplodil další tři syny (jeden zemřel jako nemluvně), avšak manželství bylo nešťastné.

## Potomci
Z manželství s Jiřím vzešly čtyři děti (dva synové, dvě dcery), avšak jen dvě se dožily dospělosti.
- 1. Bernard III. Sasko-Meiningenský (1. 4. 1851 Meinigen – 16. 1. 1928 tamtéž), poslední vévoda sasko-meiningenský v letech 1914–1918
  - ⚭ 1878 Šarlota Pruská (24. 7. 1860, Postupim – 1. 11. 1919 Baden-Baden)
- 2. Jiří Albrecht Sasko-Meiningenský (12. 4. 1852 Meinigen – 27. 1. 1855 tamtéž), zemřel v dětství
- 3. Marie Alžběta Sasko-Meiningenská (23. 9. 1853 Postupim – 22. 2. 1923 Mnichov), zemřela svobodná a bezdětná
- 4. Nepojmenovaný syn (29. 3. 1855 – 30. 3. 1855)